# Herman Spöring
Herman Diedrich Spöring Jr. (ou Spoering) (Turku, Finlândia, 1733 - Mar das Ilhas Orientais, 24 de janeiro de  1771 )  foi um explorador, desenhista, botânico e naturalista finlandês.

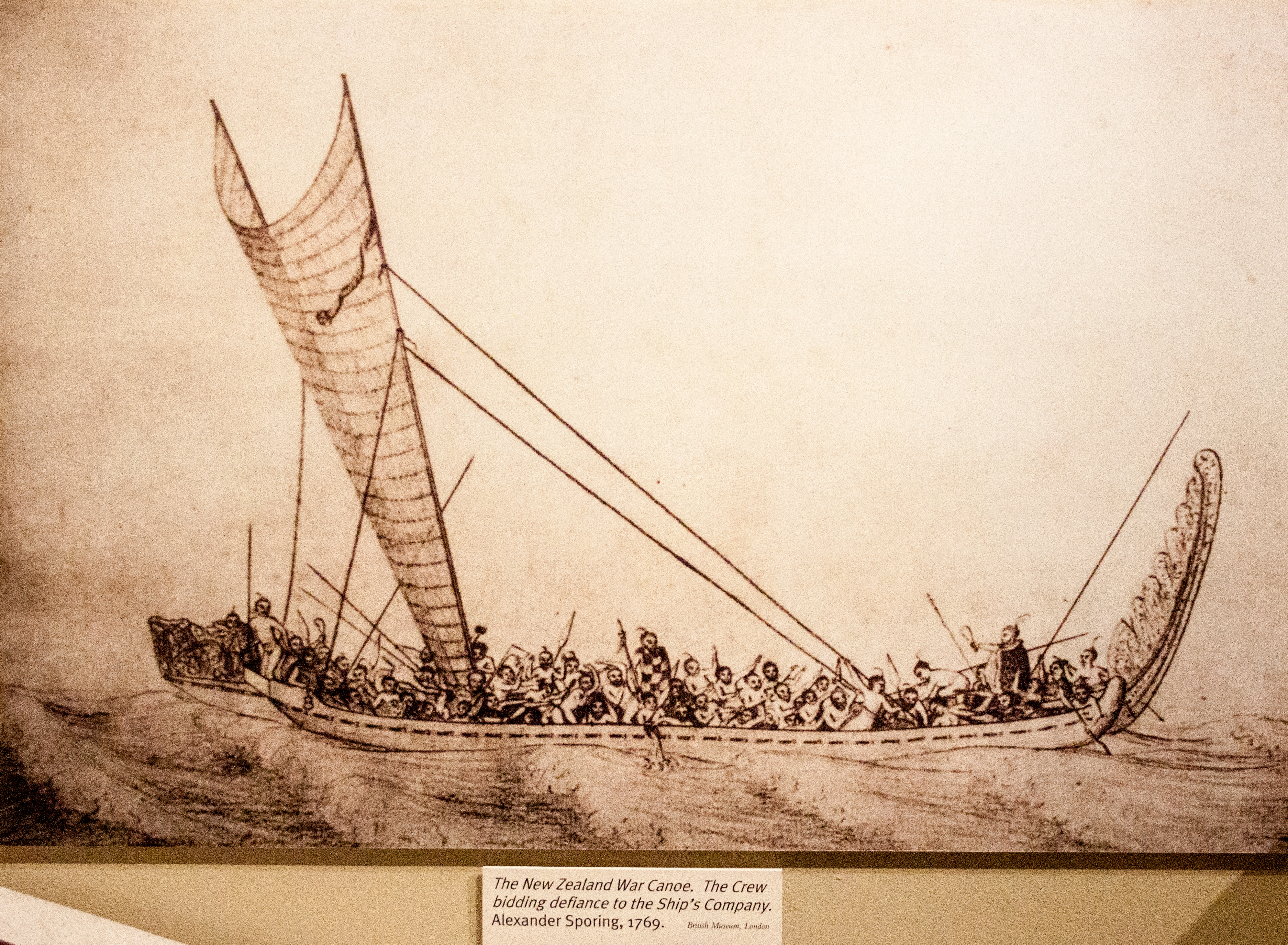
Desenho de Spöring

## Biografia
Nasceu em 1733 na cidade finlandesa de Turku, na época a principal cidade da Finlândia e o centro administrativo sob o Reino da Suécia.  Era filho de um naturalista amador  e professor de medicina na Academia de Turku,  Herman Spöring Sr. (1701-1747). Spöring Jr. matriculou-se ainda jovem na Academia, estudando medicina com seu pai.
Em torno de 1755, com a idade de 22 anos, foi para Londres onde trabalhou como relojoeiro. Durante este tempo tornou-se conhecido do naturalista sueco Daniel Solander, que o empregou como comissário pessoal por algum tempo.
Em 1768, Spöring (Jr.)  assumiu como comissário, naturalista-assistente e secretário pessoal de  Joseph Banks, um jovem e rico botânico que preparava uma expedição patrocinada pela  Academia Real Inglesa para o Oceano Pacífico. Esta expedição tinha como uma das suas metas principais a observação do trânsito de Vênus, e também para fazer os estudos científicos da flora e da fauna de qualquer terra nova encontrada. Confidencialmente, sob o ponto de vista das autoridades inglesas,  a finalidade da viagem era encontrar o hipotético "desconhecido continente do sul", ou "Terra Australis ".
O outro naturalista notável na viagem era Daniel Solander, o empregador anterior de Spöring, que o tinha recomendado para as funções acima. Solander era um ex-aluno e protegido do fundador da taxonomia moderna, o sueco Carl von Linné.
Spöring era também um hábil fabricante de instrumentos, e além dos seus deveres  foi-lhe atribuido a manutenção  dos equipamentos científicos do navio durante a viagem.
A expedição partiu da Inglaterra em 1768 a bordo do "HM Bark Endeavour" sob o comando de James Cook, oficial da  Marinha Real Britânica, até as Ilhas da Sociedade (atual Taiti). Chegaram as Ilhas em 1769, onde as observações de Vênus foram efetuadas durante o trânsito, em 3 de junho. Spöring  necessitou reparar o quadrante astronômico que havia sido danificado pelos nativos.

### Viagem ao Pacífico
Saindo das Ilhas da Sociedade, a expedição  navegou para o sul, alcançando a Nova Zelândia, onde  Spöring  e os demais naturalistas passaram os meses seguintes recolhendo e documentando espécimes nativos de plantas e de animais. Numa baia conhecida atualmente como  Baía Tolaga ( não muito longe da atual moderna cidade de  Gisborne), Cook batizou uma ilha com o nome de   "Ilha Spöring"  em homenagem ao botânico. A ilha atualmente é conhecida pelo  nome original dado pelos Maoris, "Pourewa".
A partir da Nova Zelândia a expedição rumou para o oeste e, em 1770, o  "Endeavour"  alcançou a costa sudeste do continente australiano, tornando-se assim os primeiros europeus conhecidos que navegaram pelo lado oriental do continente. A expedição fez sua primeira escala num local nomeado por Cook de Baía Botany,  perto de onde se estabeleceria 18 anos depois a colônia de Sydney. Banks, Solander e Spöring recolheram vários espécimes únicos deste local. Esta coleção foi aumentada enormemente mais tarde, quando o  navio  passou várias semanas em reparos, após encalhar numa Grande Barreira de Coral.  Os naturalistas aproveitaram-se da oportunidade para continuar a coletar novas espécies.
Terminado os reparos à expedição continuou para o norte até o porto de Batavia (Jakarta) nas Índias Orientais.  Até este ponto da viagem, relativamente poucos membros tinham sido perdidos por doença; entretanto, as condições insalubres do porto e suas novas provisões resultaram logo em algumas mortes, incluindo a do próprio Spöring. Em 1771, no início do retorno, Spöring  morreu de disenteria como resultado das complicações relacionadas com a ingestão de alimentos contaminados. Seu funeral foi realizado no mar em 24 de janeiro de 1771.

## Realizações e comemorações
Existe uma estátua comemorativa dedicada a ele em Sydney, Austrália.
Em 1990, uma rocha da Ilha Pourewa (Ilha Spöring) foi transportada para a cidade natal de Spöring, Turku, na Finlândia, para ser colocada num monumento que comemora suas realizações e laços com a Nova Zelândia, como o primeiro finlandês a ter aterrado lá.
Entre suas realizações estão à descoberta e a ilustração de um grande número de espécies australianas até então desconhecidas. Seus colegas e sucessores que estudaram seus trabalhos tem reconhecido a exatidão dos seus desenhos e anotações. Os seus esforços, somados com os dos outros que participaram da expedição, forneceram novos materiais para que ocorresse alguns avanços adicionais  no desenvolvimento histórico da teoria da evolução.